# (2118) Flagstaff
(2118) Flagstaff ist ein Asteroid des Hauptgürtels, der am 9. Januar 1978 vom US-amerikanischen Astronomen Henry Lee Giclas an der Anderson Mesa Station (IAU-Code 688) des Lowell-Observatoriums im Coconino County in Arizona entdeckt wurde.
Der Asteroid wurde nach der Stadt Flagstaff benannt, die der Sitz der Countyverwaltung (County Seat) ist.